# کامیل شوکویر
کامیل شوکویر (انگلیسی: Camille Choquier؛ زادهٔ ۲۵ سپتامبر ۱۹۴۱) بازیکن فوتبال اهل فرانسه است.
از باشگاه‌هایی که در آن بازی کرده‌است می‌توان به باشگاه فوتبال پاری سن ژرمن اشاره کرد.